# Cynoglossus macrophthalmus
Cynoglossus macrophthalmus är en fiskart som beskrevs av Norman 1926. Cynoglossus macrophthalmus ingår i släktet Cynoglossus och familjen Cynoglossidae. Inga underarter finns listade i Catalogue of Life.